# Hybozelodes acuticornis
Hybozelodes acuticornis là một loài ruồi trong họ Asilidae. Hybozelodes acuticornis được Carrera miêu tả năm 1945. Loài này phân bố ở vùng Tân nhiệt đới.